# Avenue Jacques Pastur
L'avenue Jacques Pastur est une voie de la commune bruxelloise d'Uccle.

## Situation et accès
L'avenue est située à proximité de la Forêt de Soignes.

## Origine du nom
Elle rend hommage au militaire Jacques Pastur qui s'illustra dans des combats près de la forêt de Soignes. Son surnom Jaco est à l'origine du lieu-dit Fort Jaco.